# Hospital de Fuenlabrada (stanice metra v Madridu)
Hospital de Fuenlabrada (plným názvem španělsky Estación de Hospital de Fuenlabrada) je stanice metra v Madridu, která se nachází v jižní aglomeraci města. Stanice má výstup do ulic Camino del Molino a Avenida del Hospital ve městě Fuenlabrada.
Jedná se o stanici linky metra 12. Stanice je pojmenována po nedaleké nemocnici Fuenlabrada. Poblíž se také nachází kampus univerzity Universidad Rey Juan Carlos.
Stanice vznikla v rámci výstavby linky 12 a byla otevřena 11. dubna 2003 zároveň s celou linkou. Stanice se nachází v tarifní zóně B2.

## Fotogalerie

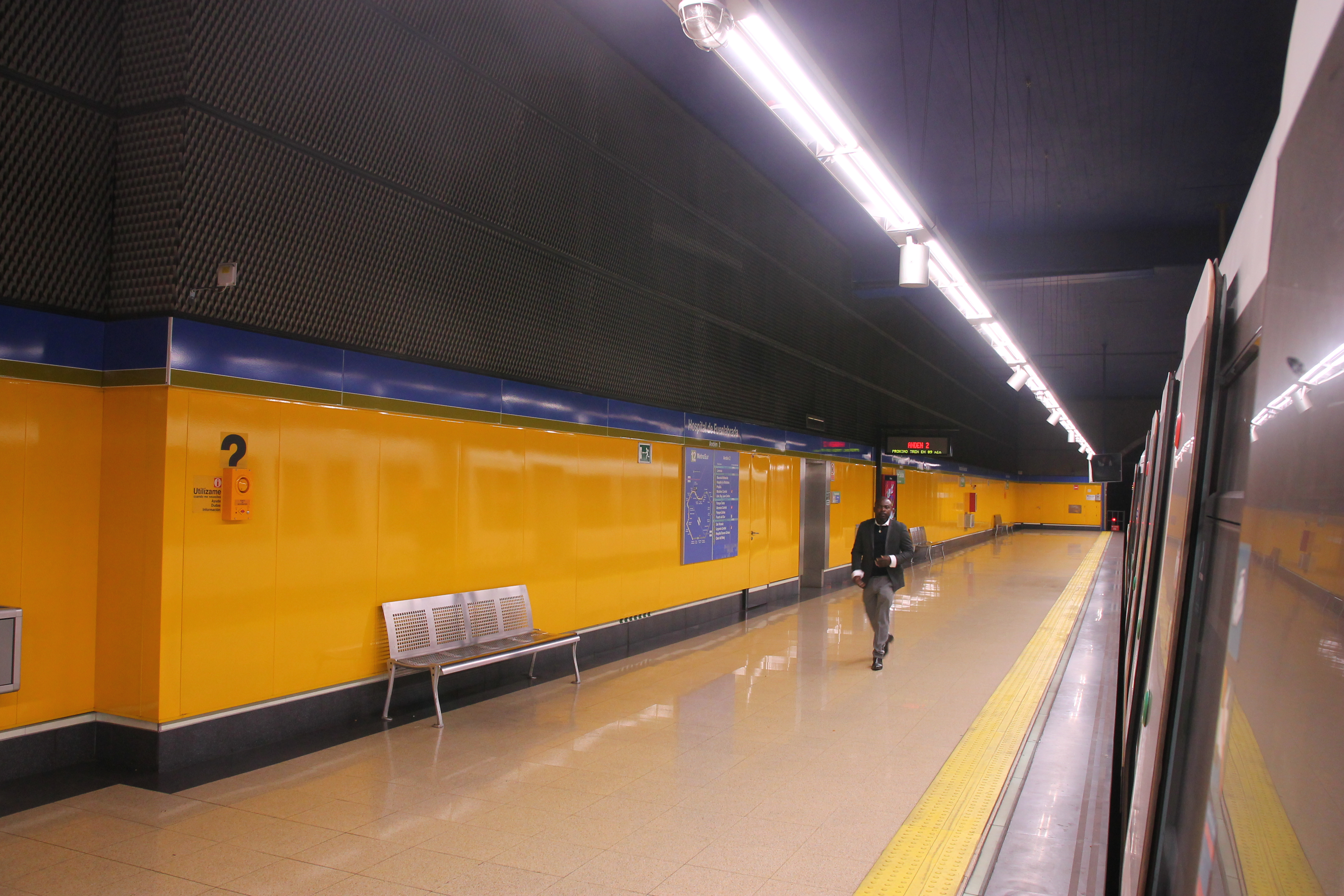
Nástupiště stanice
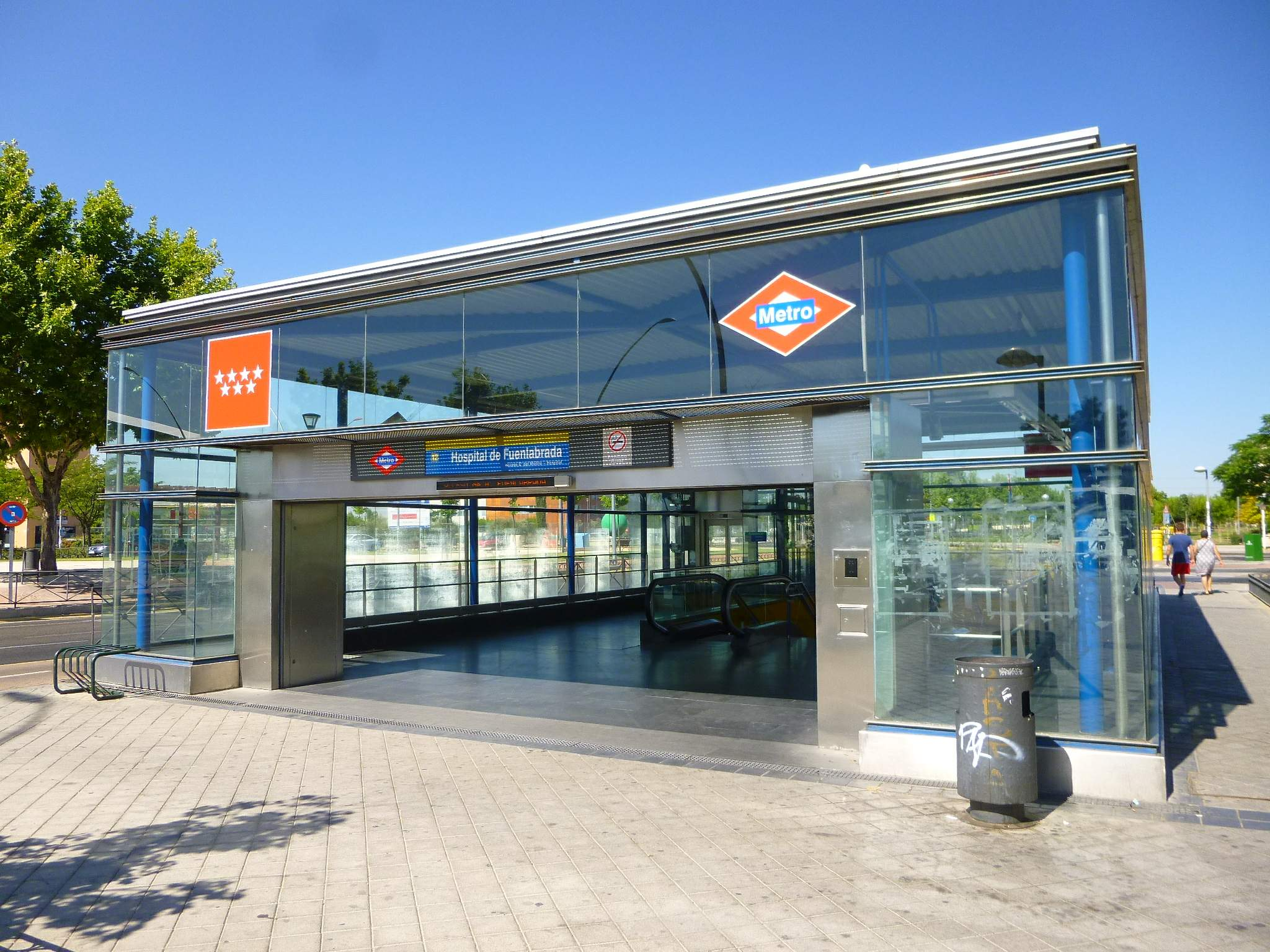
Vstup do stanice
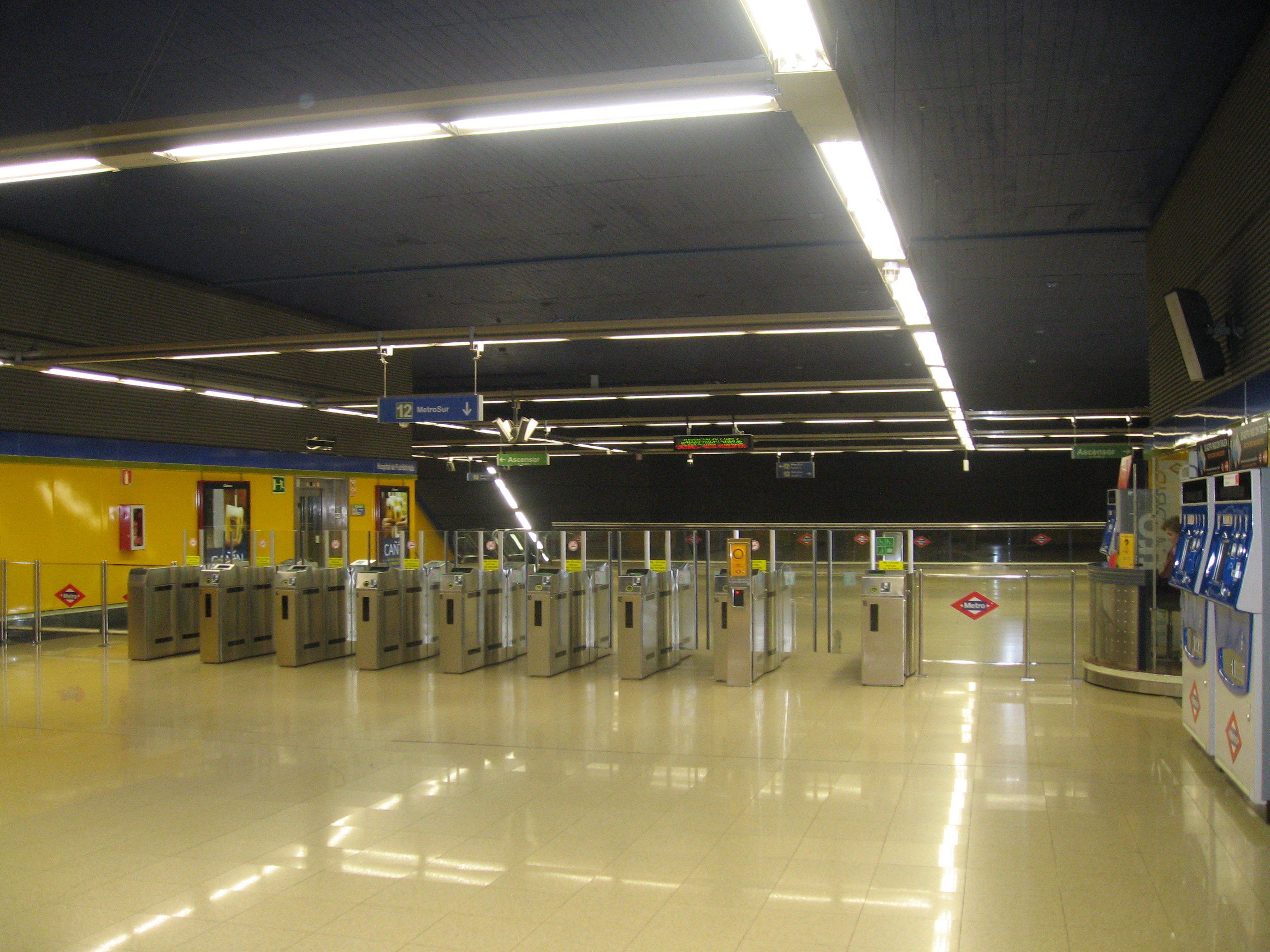
Vestibul stanice